# Fazenda da Conceição
A Fazenda da Conceição, inaugurada em 1869, foi uma das mais importantes produtoras de café no auge do ciclo de exploração do grão no Brasil.
Através da BR-356 se tem acesso à RJ-220 (Rodovia Deputado Luiz Fernando Linhares), que conecta os municípios de Itaperuna-RJ e Natividade-RJ e também conduz à fazenda. A propriedade é banhada pelo Rio Carangola, que fornecia água para o consumo, irrigação e geração de energia.

## História
A origem da Fazenda da Conceição data da mesma época da ocupação da região Norte do Estado do Rio de Janeiro, onde se localizam os municípios de Itaperuna, Natividade, Porciúncula e Laje do Muriaé. O pioneiro na exploração da região, José de Lannes Dantas Brandão, chegou ali em 1831 e apossou-se das terras entre Porciúncula e o Bambuí.
Em 1834 se instalou na margem direita do Rio Carangola, na Fazenda São José, e doou aos seus irmãos Antônio e Francisco as terras à margem esquerda do rio. À sua irmã Maria do Carmo de Lannes Tinoco, casada com o Sr. Francisco Antônio de Sá Tinoco, doou, em 1836, as terras que se tornariam a Fazenda da Conceição. O casal se instalou inicialmente em uma casa às margens do leito do rio, local onde há uma charqueada atualmente.
A casa-sede da fazenda, também construída às margens do Carangola, foi inaugurada em 1869. Na mesma época, também foram construídos o engenho, a senzala, o terreiro de pedra para secagem dos grãos de café e a tulha.
Com a morte do primeiro proprietário, a fazenda passou às mãos de seu filho Francisco de Sá Tinoco, casado com Dona Maria José Tinoco, e os negócios da lavoura tiveram continuidade. Mais tarde, em 1918, também por herança, a propriedade passou a ser de Alcina Tinoco Ferraz, casada com o coronel Luiz Ferraz, filho de imigrantes italianos.
O início do século XX foi marcado por um grande dinamismo econômico na região graças aos lucros que a produção de café proporcionava. O município de Itaperuna era considerado o maior produtor cafeeiro em 1922, o que refletia diretamente na Fazenda da Conceição, já que sua produção era essencialmente voltada para esse produto. Foi também nesse período a inauguração da luz elétrica, gerada na própria fazenda com o auxílio de turbinas movidas pela água do açude construído no leito do rio. Além disso, também foram construídos a serraria, a máquina beneficiadora do café e outro moinho para o fubá.
No ano de 1924, o coronel Ferraz descobriu uma valiosa mina de água mineral nas terras da fazenda, a qual deu o nome de Água Avaí. Para poder explorá-la, criou a Empresa de Águas Minerais Avahy e um hotel com vinte dormitórios, para atender o turismo local, atraído pela qualidade terapêutica da água.
Com a crise de 1929 e o abalo da economia no país iniciou-se um período difícil para a fazenda, porque seu principal produto, o café, estava desvalorizado no mercado internacional. Isso implicou a procura por novas produções e a consequente diversificação da economia na região. Nesse momento ganham destaque as produções de algodão, milho, pecuária e outras lavouras de subsistência.
Em 1938, a morte do coronel Ferraz deu início ao abandono da fazenda, que permaneceu desamparada até 1979, quando os novos proprietários Sr. Galeno Tinoco Ferraz e sua esposa Dona Maria Antonieta Sobral Tinoco, incentivados por seus filhos, resolveram reformar e restaurar a Fazenda da Conceição, que hoje é uma das mais belas da região, resgatando seu passado e a memória do Vale do Carangola.

## Arquitetura
A casa-sede da fazenda da conceição tem partido em “L” e originalmente ficava sobre um porão alto e aberto, o qual servia para guardar os meios de transporte da fazenda – carros de boi, carroções e charretes. Mais tarde, com o aumento da produção de café, o porão foi fechado para servir de depósito para os grãos produzidos. A mais recente e última mudança aconteceu em 1979, quando os atuais proprietários realizaram a reforma e restauração do imóvel – todas as mudanças procuraram manter as características originais da casa.
O acesso ao primeiro pavimento da casa é feito por entradas diversas, nas várias fachadas. Já para alcançar o segundo pavimento, existem duas possibilidades: um portão de ferro forjado na fachada principal protege uma das entradas e dá acesso à escada e, em segundo plano para os escravos e serviçais, existe uma outra escada nos fundos da edificação que parte do antigo setor de serviços da casa-sede, onde se localizavam a cozinha, despensa e quartos dos empregados domésticos.
O telhado possui quatro águas e é formado por telhas cerâmicas do tipo capa e canal, é ainda arrematado por um beiral com cimalha em todo seu perímetro.
O forro dos aposentos principais é de madeira, do tipo saia e camisa e arrematado por rodateto. Nos demais, é feito de bambu trançado.
As esquadrias das janelas são de dois tipos: externamente, de guilhotina com caixilhos de vidro, na cor marrom avermelhada e, internamente, com duas folhas lisas e pintadas de azul colonial.
Centralizada na fachada principal está localizada uma placa com o ano da construção da fazenda – 1869 – e as iniciais do proprietário – FAST (Francisco Antônio de Sá Tinoco).
A casa é ainda mobiliada e decorada com elementos de época, o que possibilita uma boa percepção de como era seu passado.
A antiga tulha da fazenda, localizada no lado esquerdo, foi transformada em área de lazer dos atuais proprietários e é também a residência dos empregados.

## Curiosidades
- A fazenda possui um viveiro para cultivo de mudas de plantas, ao lado direito da casa-sede, no qual as espécies são produzidas até o transporte para o local desejado na fazenda, assim, os vasos são constantemente renovados.
- No tabuado de piso de alguns cômodos, principalmente os da antiga ala de serviços, existem marcas de ferro de passar a brasa e de panelas de ferro, o que, segundo a caseira, foram feitas por uma senhora que viveu na fazenda durante o período de seu abandono.
- O Cemitério da Conceição, localizado nas redondezas, servia de abrigo aos mortos da região e hoje está encoberto pela vegetação nativa da margem do Rio.
- A Fazenda da Conceição está em processo de tombamento pelo Instituto Estadual do Patrimônio Cultural (Inepac), junto com outras doze fazendas também representativas do Ciclo do Café.